# 圭多·雷尼
圭多·雷尼（Guido Reni，1575年11月4日—1642年8月18日） ，或譯貴鐸·雷尼，是16至17世紀時的一位意大利巴洛克畫家，他出生於博洛尼亞，後來也曾長期在此作畫，是當時最著名的畫家之一。

## 生平
圭多·雷尼出生於博洛尼亞的一個音樂家家庭，是達尼埃萊·雷尼（Daniele Reni）和吉内芙拉·德·波齊（Ginevra de'Pozzi）之子。年輕時曾在畫家丹尼斯·卡爾法特（Denis Calvaert）手下當學徒，後来和弗朗西斯科·阿爾巴尼和多梅尼基諾一起加入了安尼巴萊·卡拉奇的画室。他是卡拉奇的學生中最成功的一個。
1601年末雷尼和阿爾瓦尼前往羅馬， 在安尼巴萊·卡拉奇領導的畫家隊伍中為法爾內塞宫繪製壁畫。1601年至1604年雷尼由保羅·埃米利奧·斯芬德拉蒂贊助，之後曾一度獨立進行創作。在返回博洛尼亞一段時間後重回羅馬，1607年至1614年為博爾蓋塞家族繪畫。

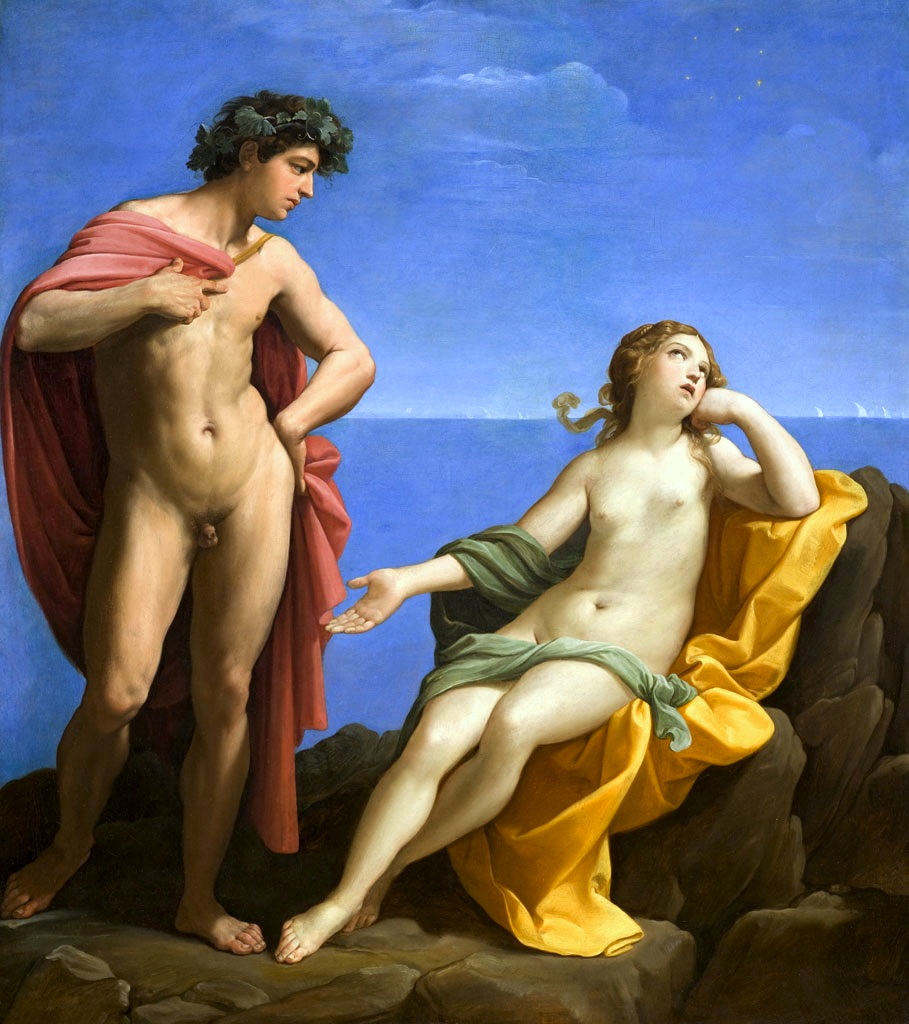
《巴克斯與阿里阿德涅》，約1619-20，洛杉磯縣美術館

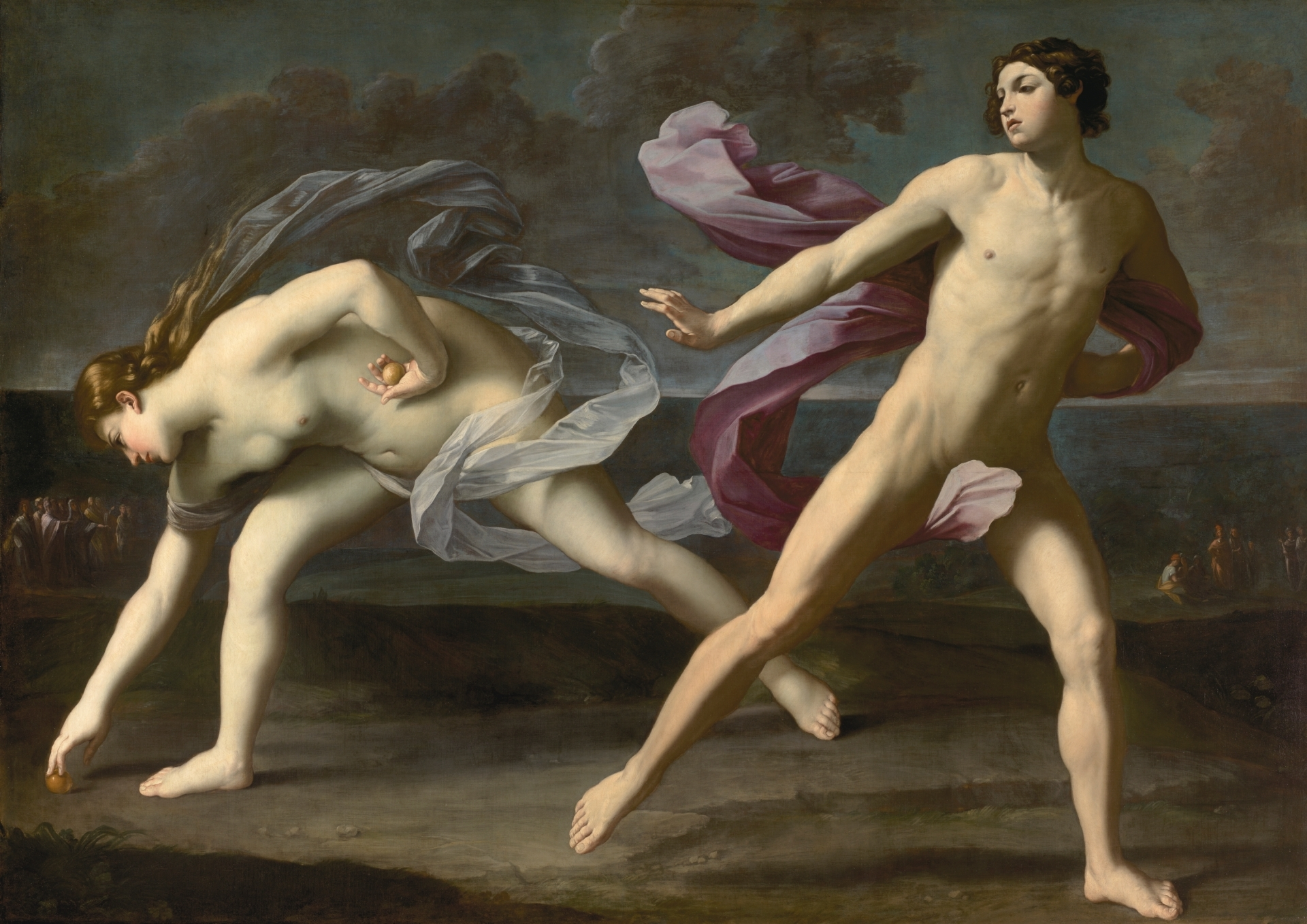
《阿塔兰忒和希波墨涅斯》

後來他亦曾前往那不勒斯為那不勒斯大教堂繪製壁畫，但當地畫家對外來者較為排斥，傳言他曾遭到蓄意毒殺。於是他不久之後就又回到了羅馬，然而之後很快又離開羅馬前往博洛尼亞。他在博洛尼亞取得了較大的成功。 1625年波蘭的瓦迪斯瓦夫四世曾在旅遊時親自到他博洛尼亞的畫室中拜訪。 這位波蘭親王隨後就從雷尼那裡購買了多幅畫作。
雷尼畫作多是以神話和聖經故事為主題的歷史畫，他很少畫肖像畫。雷尼曾為教皇西斯都五世、樞機主教貝爾納迪諾·斯帕達繪製肖像。羅馬弒父女子貝亞特麗切·倩契最著名的肖像畫數百年來都被認為是由雷尼所繪製，他也因為這幅畫而受到了許多崇拜者的讚揚（如司湯達、狄更斯和納撒尼爾·霍桑），但現今看來似乎相當可疑，因為雷尼在倩契處刑當時並不在羅馬，無法為死前的她繪製肖像畫。雷尼也創作了許多的蝕刻版畫。他的繪畫技術成為當時博洛尼亞地區的標準，其版畫複製匠也奉其為宗師。
1642年雷尼逝世，葬在當地的聖多明我聖殿。

## 作品

### 湿壁画

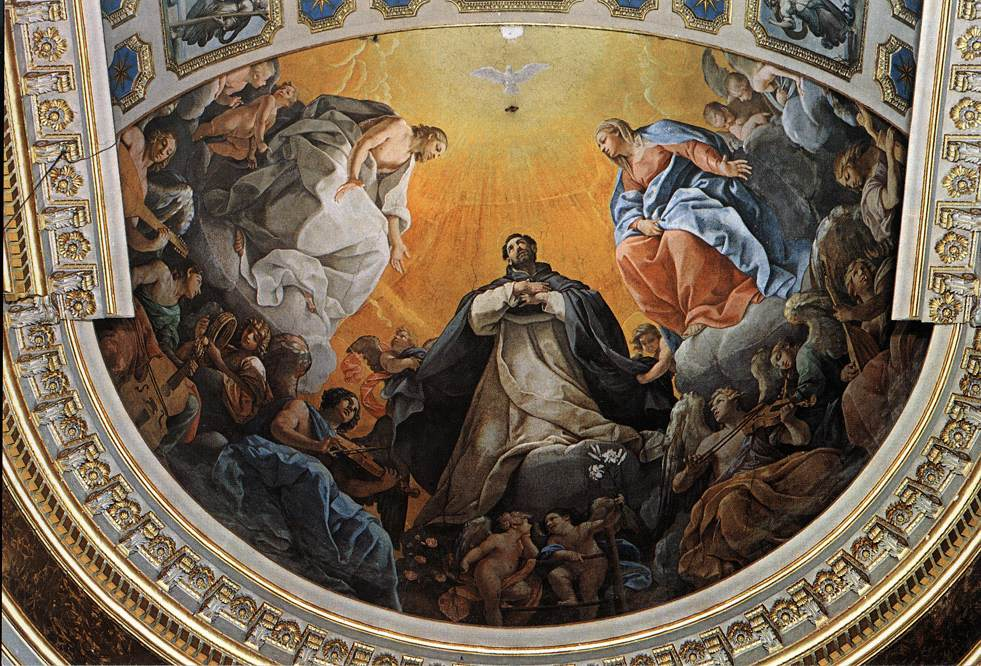
《圣多明我的荣耀》，1613年，直径800厘米，圣多明我圣殿 (博洛尼亚)
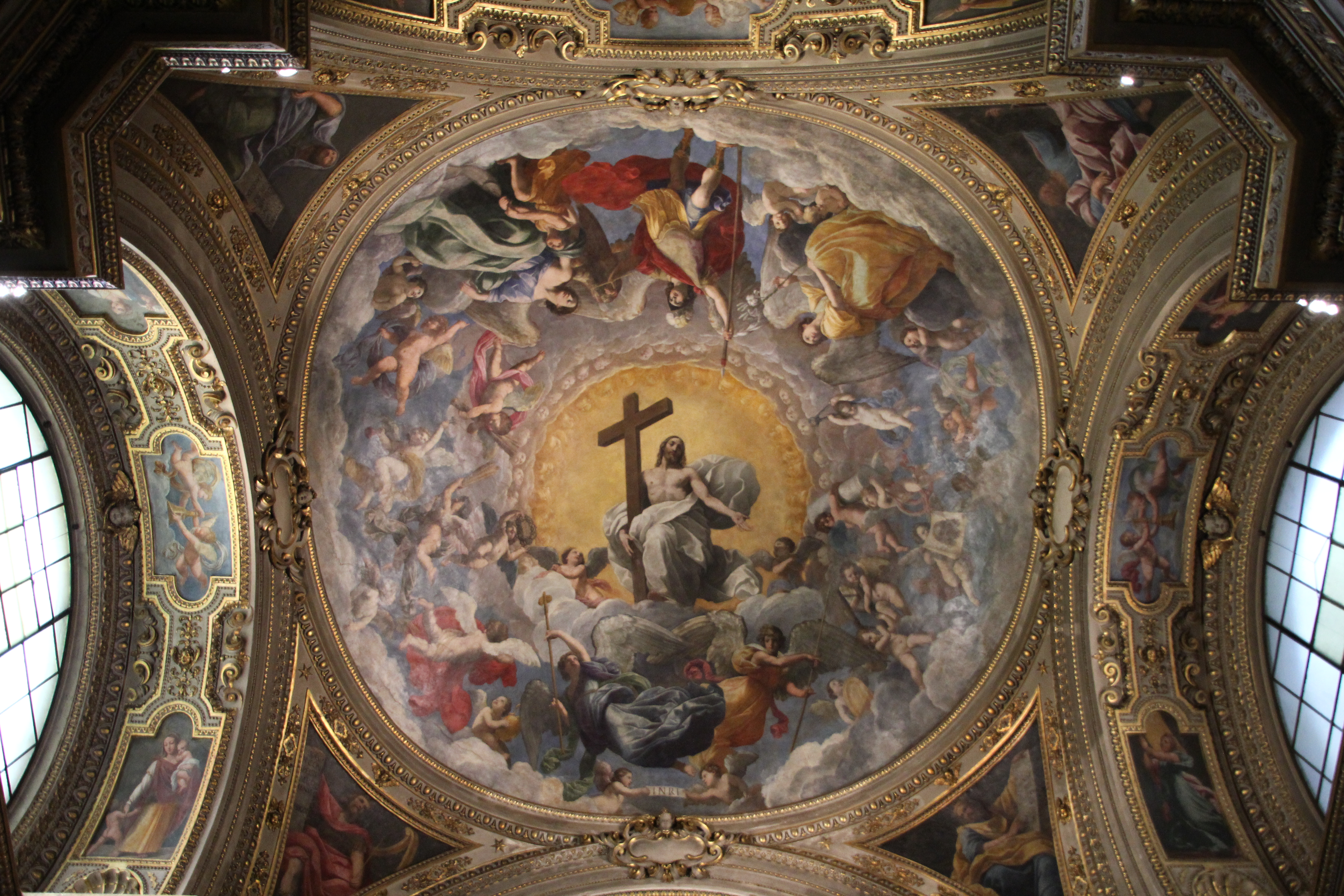
《荣耀中的基督》，1615-1621，拉文纳主教座堂

## 外部連結
- Orazio and Artemisia Gentileschi（页面存档备份，存于）, a fully digitized exhibition catalog from The Metropolitan Museum of Art Libraries, which contains material on Guido Reni (see index)
- Jusepe de Ribera, 1591-1652（页面存档备份，存于）, a full text exhibition catalog from The Metropolitan Museum of Art, which includes material on Guido Reni (see index)
- A poem about which models Guido Reni used for female subjects